# کرنکور
کرنکور (به فرانسوی: Craincourt) یک کمون در فرانسه است که در Canton of Delme واقع شده‌است.

## خصوصیات
کرنکور ۹٫۰۶ کیلومترمربع مساحت و ۲۳۱ نفر جمعیت دارد و ۲۰۰ متر بالاتر از سطح دریا واقع شده‌است.